# Saint-Paul (Québec)
Saint-Paul è un comune del Canada, situato nella provincia del Québec, nella regione di Lanaudière.